# Rwenzoritoerako
De rwenzoritoerako (Gallirex johnstoni, synoniem Ruwenzorornis johnstoni) is een vogel uit de familie Musophagidae (toerako's). De vogel is genoemd naar de Engelse ontdekkingsreiziger Henry Hamilton Johnston.

## Verspreiding en leefgebied
Deze soort komt voor in centraal Afrika en telt drie ondersoorten:
- G. j. johnstoni: noordoostelijk Congo-Kinshasa en westelijk Oeganda.
- G. j. kivuensis: oostelijk Congo-Kinshasa, Rwanda, Burundi en zuidwestelijk Oeganda.
- G. j. bredoi: Kabobo-gebergte (oostelijk Congo-Kinshasa).